# Benjamin Tetteh
Benjamin Tetteh, né le 10 juillet 1997 à Accra au Ghana, est un footballeur international ghanéen. Il joue au poste d'avant-centre au NK Maribor.
Son frère aîné, Samuel Tetteh, est également footballeur.

## Biographie

### Standard de Liège
Né à Accra au Ghana, Benjamin Tetteh arrive en 2015 en Belgique et s'engage avec le Standard de Liège. Il joue son premier match en professionnel le 17 octobre 2015, contre le KVC Westerlo. Titulaire ce jour-là, il inscrit également son premier but, mais ne peut éviter la défaite de son équipe (1-2).
Pour les saisons 2016-2017 et 2017-2018, il est prêté à deux clubs tchèques, tout d'abord au FC Slovácko, puis au Bohemians Prague.

### Sparta Prague
Le 17 juillet 2018, il rejoint le Sparta Prague. Il débute sous ses nouvelles couleurs dès le 21 juillet suivant, en championnat face au SFC Opava. Entré en jeu à la place de Matěj Pulkrab, Tetteh est ensuite auteur de deux passes décisives, permettant à son équipe de gagner le match par deux buts à zéro. Cinq jours plus tard il joue son premier match en Ligue Europa lors de la défaite de son équipe face au  FK Spartak Subotica (2-0). Il inscrit son premier but pour le club le 5 août 2018 face au FC Slovácko, en championnat. Il est le seul buteur du match et donne donc la victoire au Sparta Prague. Le 22 septembre suivant il est auteur de son premier doublé lors de la victoire de son équipe face au FC Slovan Liberec (4-1). Benjamin Tetteh réalise une saison 2018-2019 de bonne facture puisqu'il inscrit un total de 11 buts et délivre 3 passes décisives en 28 rencontres de championnat, se plaçant parmi les meilleurs buteurs de la ligue, et contribue à la bonne troisième place du Sparta Prague au classement final.
Ses performances attirent l’œil de plusieurs clubs européens, dont le Stade de Reims qui souhaite le recruter lors du mercato estival 2019. Il débute cependant la saison 2019-2020 avec le Sparta, étant notamment buteur lors de la troisième journée, le 29 juillet 2019 contre le SK Dynamo České Budějovice (2-2) puis le 11 août suivant, lors de la cinquième journée de championnat face au FK Mladá Boleslav (défaite 4-3 du Sparta).

### Yeni Malatyaspor
En septembre 2020, Benjamin Tetteh est prêté pour une saison au Yeni Malatyaspor, en Turquie.

### Hull City
Le 23 juillet 2022, Benjamin Tetteh rejoint l'Angleterre afin de s'engager en faveur d'Hull City. Il rejoint le club librement et signe un contrat courant jusqu'en juin 2024 plus une année supplémentaire en option.

### FC Metz
Le 10 août 2023, le joueur rejoint le FC Metz, alors en Ligue 1. Il est lié avec le club lorrain jusqu'en 2026.

#### Prêt au NK Maribor
Le 6 septembre 2024, il rejoint le NK Maribor en prêt d'une saison.

### NK Maribor
Le 1er juillet 2025, le joueur signe définitivement au NK Maribor.

### En sélection nationale
Avec les moins de 20 ans, Tetteh participe à la Coupe d'Afrique des nations junior en 2015. Lors de cette compétition, il joue quatre matchs, inscrivant un but en phase de groupe contre l'Afrique du Sud. Le Ghana se classe troisième du tournoi.
Il dispute ensuite quelques semaines plus tard la Coupe du monde des moins de 20 ans organisée en Nouvelle-Zélande. Lors de cette compétition, il joue quatre matchs, inscrivant un but en phase de poule contre l'Argentine. Le Ghana s'incline en huitièmes de finale face au Mali.
Le 9 octobre 2021, Benjamin Tetteh honore sa première sélection avec l'équipe nationale du Ghana face au Zimbabwe. Il entre en jeu à la place de Jordan Ayew et son équipe s'impose par trois buts à un,.
En janvier 2022, Tetteh est convoqué pour participer à la coupe d'Afrique des nations 2021. Durant la compétition il se fait notamment remarquer de façon négative, lors du match nul face au Gabon (1-1) en frappant un joueur adverse. Cet incident lui vaut une suspension de trois matchs tandis que son équipe est éliminée dès la phase de groupe, ce qui constitue l'une des surprises de la compétition et une grande désillusion pour les Black stars. 

## Palmarès
- Troisième de la Coupe d'Afrique des nations junior en 2015 avec l'équipe du Ghana des moins de 20 ans